# Mizrahim
Els jueus mizrahim (en hebreu: יהודים מזרחיים) són els descendents de les comunitats jueves de l'Orient Mitjà, Nord d'Àfrica, Àsia central i el Caucas. El terme es fa servir a Israel en l'argot polític, els mitjans de comunicació i també en ciències socials per jueus dels països àrabs i/o musulmans; concentrats actualment a Israel, procedeixen dels països de majoria musulmana. Malgrat la seva heterogeneïtat d'orígens, en general els jueus mizrahim practiquen ritus idèntics o similars al sefardita tradicional.
L'èxode jueu des dels països àrabs es va produir en el segle xx, per l'expulsió o bé emigració massives dels jueus sefardites i mizrahim, des dels països islàmics en general. La migració es va iniciar al final del segle xix, però es va accelerar fins a fer-se pràcticament total després del conflicte araboisraelià de 1948.
S'estima que entre 800.000 i 1.000.000 de jueus es van veure forçats a abandonar casa seva als països àrabs entre 1948 i els primers anys setanta; 260.000 van arribar a Israel entre 1948 i 1951, i 600.000 només durant l'any 1972. Els jueus d'Egipte i de Líbia foren expulsats directament, mentre que els d'Iraq, Iemen, Síria, el Líban i els països del Magreb van haver de fugir a causa de la inseguretat física i política a la que es veien sotmesos, en ser vistos com a representants d'un país enemic. Molts van ser obligats a deixar les seves propietats sense dret a indemnització. El 2002, aquests jueus i els seus descendents constituïen cap al 40% de la població total d'Israel.